# Markus Strömbergsson
Markus Strömbergsson (født 26. april 1975) er en svensk fodbolddommer fra Gävle. Han har dømt internationalt under det internationale fodboldforbund FIFA siden 2006, hvor han er indrangeret som kategori 2-dmmer, der er det tredjehøjeste niveau for internationale dommere.
Han var blandt dommerne ved U21 EM 2011 i Danmark, hvor han dømte tre kampe. Heriblandt semifinalen mellem Spanien og Hviderusland. En kamp som spanierne vandt 3-1 efter forlænget spilletid.
To år forinden havde han deltaget ved slutrunden i hjemlandet Sverige i 2009 som fjerdedommer.